# Cheval en Slovénie
Vous lisez un « bon article » labellisé en 2022.
Le cheval en Slovénie (slovène : konj) est surtout représenté par l'élevage traditionnel du Lipizzan, héritage de l'Autriche-Hongrie ; tout comme l'Autriche, la Slovénie revendique en effet le Lipizzan en tant que symbole national. Les chevaux sont présents de longue date sur le territoire slovène ; les chevaux de trait ont subi un fort déclin au cours du XXe siècle, seules les races locales du Trait slovène et du Posavina ayant subsisté. Les éleveurs slovènes ont aussi des chevaux de sport, tels que le Selle slovène et le Trotteur de Ljutomer. Les Slovènes distinguent leurs races de chevaux autochtones des races traditionnelles.
La motorisation de l'agriculture a entraîné une baisse sensible du nombre de chevaux, suivie d'un accroissement au XXIe siècle, pour un cheptel d'environ 20 000 têtes durant les années 2000. La Slovénie a développé son secteur de tourisme équestre, en particulier au haras de Lipica. Les sports équestres y sont pratiqués, notamment l'attelage et le dressage. C'est aussi un pays hippophage. Le cheval, tout particulièrement le Lipizzan, est très présent dans la littérature slovène et dans les traditions locales, héritées de la mythologie slave.

## Histoire
La présence de chevaux sur le territoire slovène est très ancienne. Des restes équins datés de la culture de Hallstatt ont été retrouvés à Dolenjska, au sud-est du pays actuel, témoignant d'un rôle symbolique du cheval associé au pouvoir masculin à la fin de la Préhistoire. Les sites archéologiques du territoire slovène ont permis de retrouver 28 mors de bride en fer datant des débuts du Moyen Âge, ainsi que des étriers et des éperons ; les mors slovènes de cette époque sont caractérisés par un canon épais. Les premières mentions écrites d'une race locale, le cheval du Karst, remontent au XVe siècle.
Les chevaux de Slovénie sont longuement utilisés pour les travaux agricoles et forestiers, le cheval de trait représentant la majorité du cheptel jusqu'à une époque récente. Sous l'Autriche-Hongrie, le cheptel local est croisé avec des chevaux belges et Noriker importés. La population chevaline slovène atteint un maximum de 60 000 individus à son apogée. La plupart des associations nationales d'éleveurs sont réorganisées après 1962.
L'arrivée de la motorisation agricole entraîne un fort déclin de la population équine. Le nombre de chevaux s'accroît de nouveau au début du XXIe siècle, grâce à une dynamique d'élevage favorable. En 2004, la Slovénie compte environ 20 000 chevaux.

## Pratiques et usages

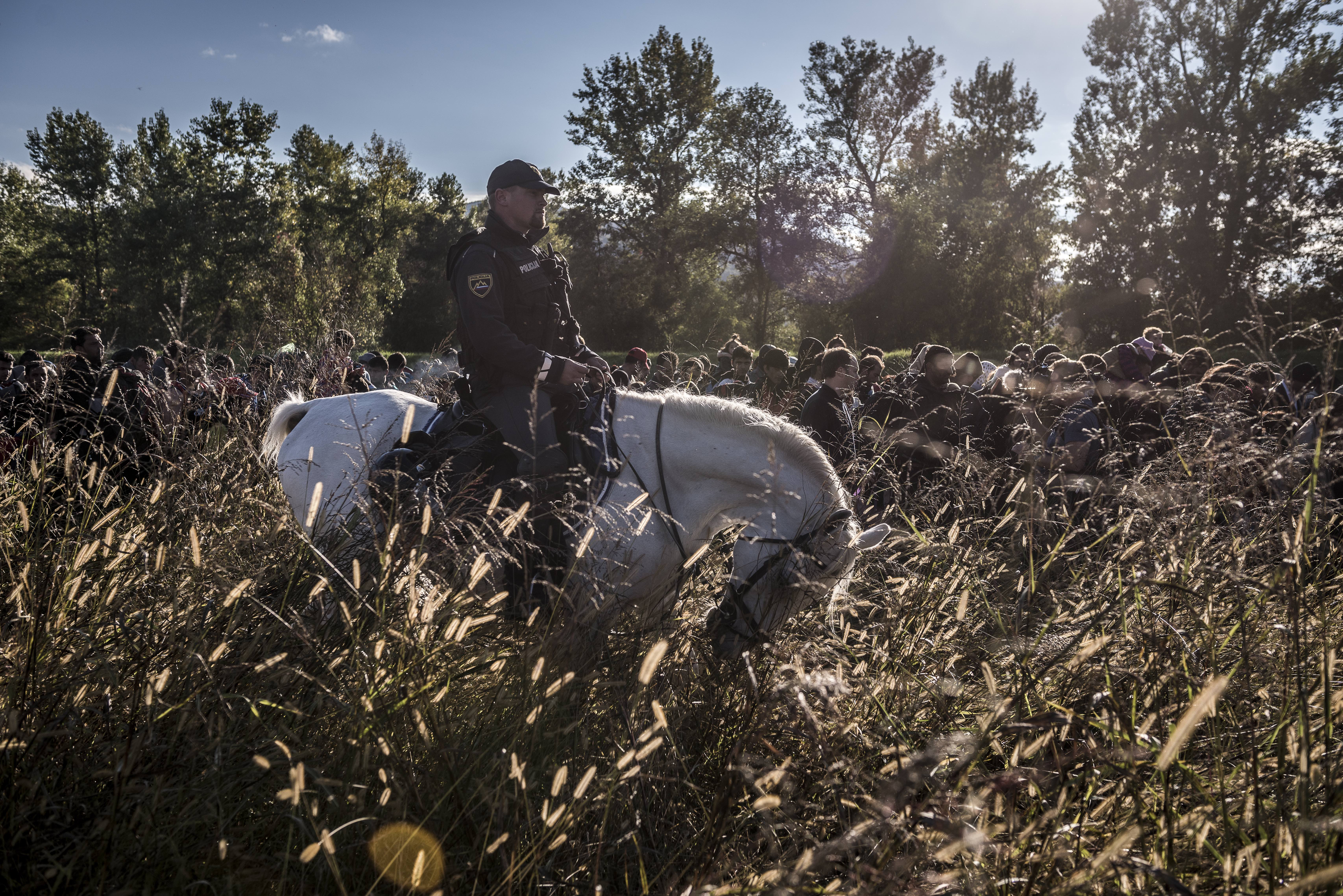
Police montée slovène escortant des réfugiés jusqu'à la frontière du pays.

L'existence historique d'activités équestres sur le territoire slovène implique la présence de nombreux services liés, tels que la médecine vétérinaire, la production de nourriture équine, l'éducation à la gestion des chevaux, leur usage agricole, le secteur du sport hippique, l'équitation de loisir, l'équithérapie, et diverses institutions étatiques ou non-étatiques liées à l'équitation et au cheval.
Le nombre de centres équestres sur le territoire slovène est de 54 en 2004, pour 53 clubs de randonnée équestre. La Slovénie dispose aussi d'unités de police montée depuis 1920, qui participent à diverses missions de maintien de l'ordre, et patrouillent dans les rues ainsi que dans les parcs.

### Sports hippiques

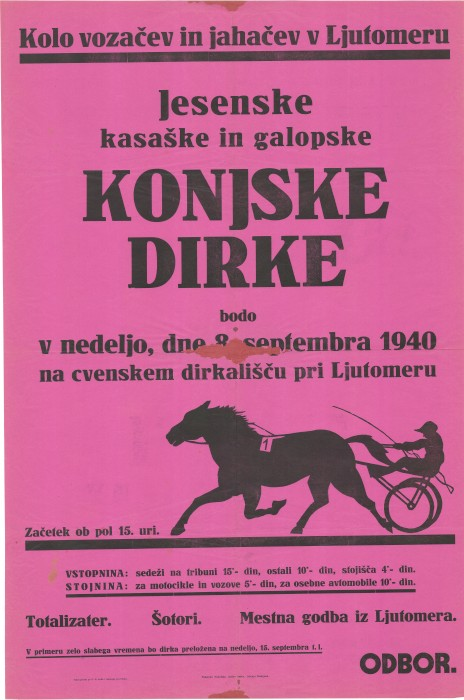
Affiche d'une course de trot à Ljutomer en 1940.

Les premiers développements du sport hippique en Slovénie remontent à 1875, avec la fondation d'une association de soutien aux courses de trot à Ljutomer, qui organise les premières courses. Ces courses de trot constituent une tradition slovène. Elles sont gérées par l'Union des Trotteurs de Slovénie, qui s'occupe comme son nom l'indique uniquement des trotteurs, et maintient le calendrier des compétitions ainsi que la pratique de ce sport, jadis dans toute la Yougoslavie.
Les courses de chevaux sont devenues très populaires après la transition gouvernementale en 1991. La Slovénie compte en 2004 un total de 14 clubs destinés aux courses au trot. 11 pistes de course existent dans le pays, pour un total de 25 jours de compétition et de 300 chevaux licenciés pour concourir chaque année. Les trotteurs slovènes obtiennent de bons résultats sur la scène sportive internationale ; les meilleurs courent notamment en Italie, en Autriche et en Allemagne.
Le développement des courses de galop est beaucoup plus récent, et reste timide. Les paris hippiques sont en phase de développement en 2004.

### Sports équestres
Le développement des sports équestres est lui aussi récent, puisqu'il accompagne la transition du pays en 1991.
La Fédération équestre de Slovénie, dont le siège est à Ljubljana, est créée en 1949 ; elle est membre à part entière de la Fédération équestre internationale (FEI) depuis 1992. Elle gère toutes les compétitions équestres, à exception des courses au trot. Elle délivre des licences aux cavaliers et aux chevaux, et détermine puis diffuse le résultat des compétitions qu'elle organise.
Durant les années 2010, la Slovénie a organisé des compétitions de dressage et d'attelage. Des compétitions de dressage sont notamment organisées à Lipica, qui présente aussi ses chevaux lors d'évènements internationaux. Malgré une grande expérience historique dans la pratique de l'attelage, la pratique compétitive n'en est qu'à ses débuts, et le pays n'a en 2022 pas encore décroché de médaille aux Jeux équestres mondiaux ou aux Jeux olympiques.

### Tourisme équestre

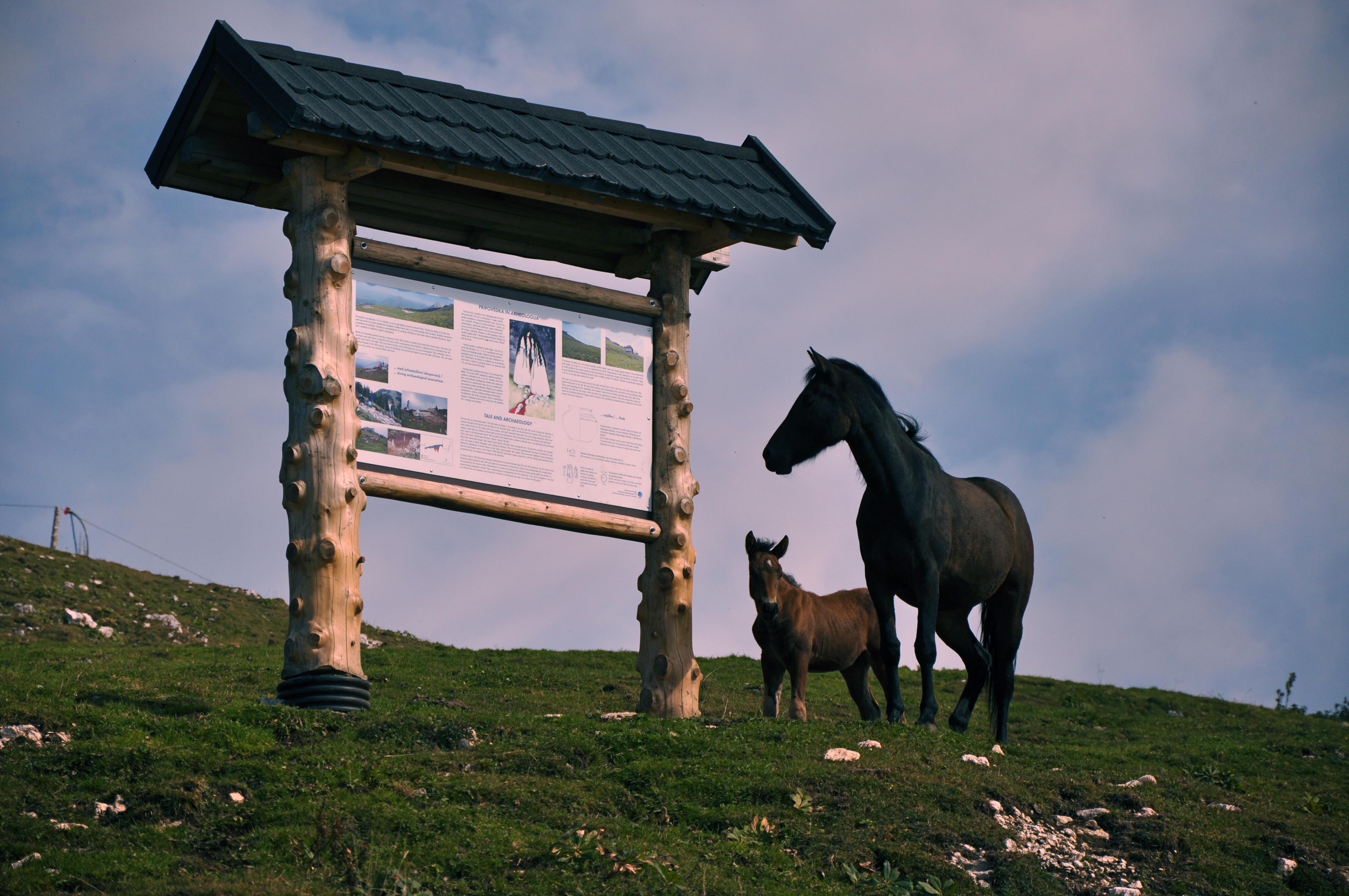
Panneau d'information touristique sur un chemin de randonnée en Slovénie.

Le secteur du tourisme équestre est bien développé, avec (en 2019) une trentaine de haras ou fermes équestres accueillant des touristes sur les zones rurales du territoire slovène, dans le cadre de pratiques d'agritourisme. La qualité de la boisson, de la nourriture, et de l'hospitalité, constituent des facteurs décisifs pour le maintien de cette activité.

### Hippophagie
Pays hippophage, la Slovénie fait abattre (en 2018) chaque année environ 300 à 500 poulains ; 1 100 chevaux slovènes et 200 à 300 poulains sont exportés chaque année en Italie pour y être abattus, les prix proposés étant supérieurs. En 2018, il existe un marché gris pour la viande de chevaux dont les documents d'identification ne sont pas conformes aux règles de traçabilité.
La valeur nutritionnelle de la viande du Posavina a fait l'objet d'une étude : 100 grammes de viande de Posavina contiennent 72.44 ± 1.94 g d'eau, 1.96 ± 2.33 g de graisses, et 21.52 ± 1.30 g de protéines ; l'article en conclut que « la viande de cheval exprime une composition en acides gras extrêmement bénéfique », justifiant son usage dans l'alimentation humaine.
La cuisine slovène propose des spécialités culinaires à base de viande de cheval, dont le steak de cheval (rebi kov zrezek). Sa consommation est particulièrement ancrée dans la région du Karst et celle de Carniole. Il existe aussi une petite chaîne de restauration rapide slovène qui vend des spécialités à la viande de cheval, en particulier des burger à Ljubljana.

## Élevage
L'élevage des chevaux en Slovénie s'effectue majoritairement dans de petites stations, dans lesquelles les juments poulinières sont amenées pour être couvertes par des étalons licenciés. Chaque station dispose en moyenne d'un ou de deux étalons. L'insémination artificielle concerne un faible nombre de juments (en 2004). Durant la saison de reproduction de 2003, 5 868 juments ont été présentées à 337 étalons licenciés dans ces stations d'élevage. L'approbation d'un étalon s'effectue après un contrôle de la qualité de son sperme.
La Slovénie développe au début du XXIe siècle un système d'information destiné à l'identification des chevaux présents dans le pays.
La base de données DAD-IS identifie seize races de chevaux élevées actuellement ou par le passé sur le territoire de la Slovénie. Il est d'usage de distinguer les races autochtones, dont il est prouvé qu'elles sont natives du territoire slovène, et les races traditionnelles, dont il n'est pas prouvé qu'elles soient d'origine slovène. Toutes les races de chevaux slovènes ont été génotypées, les plus grandes variations de fréquence du génotype étant présentes chez les races de chevaux de trait.

### Races autochtones

#### Lipizzan

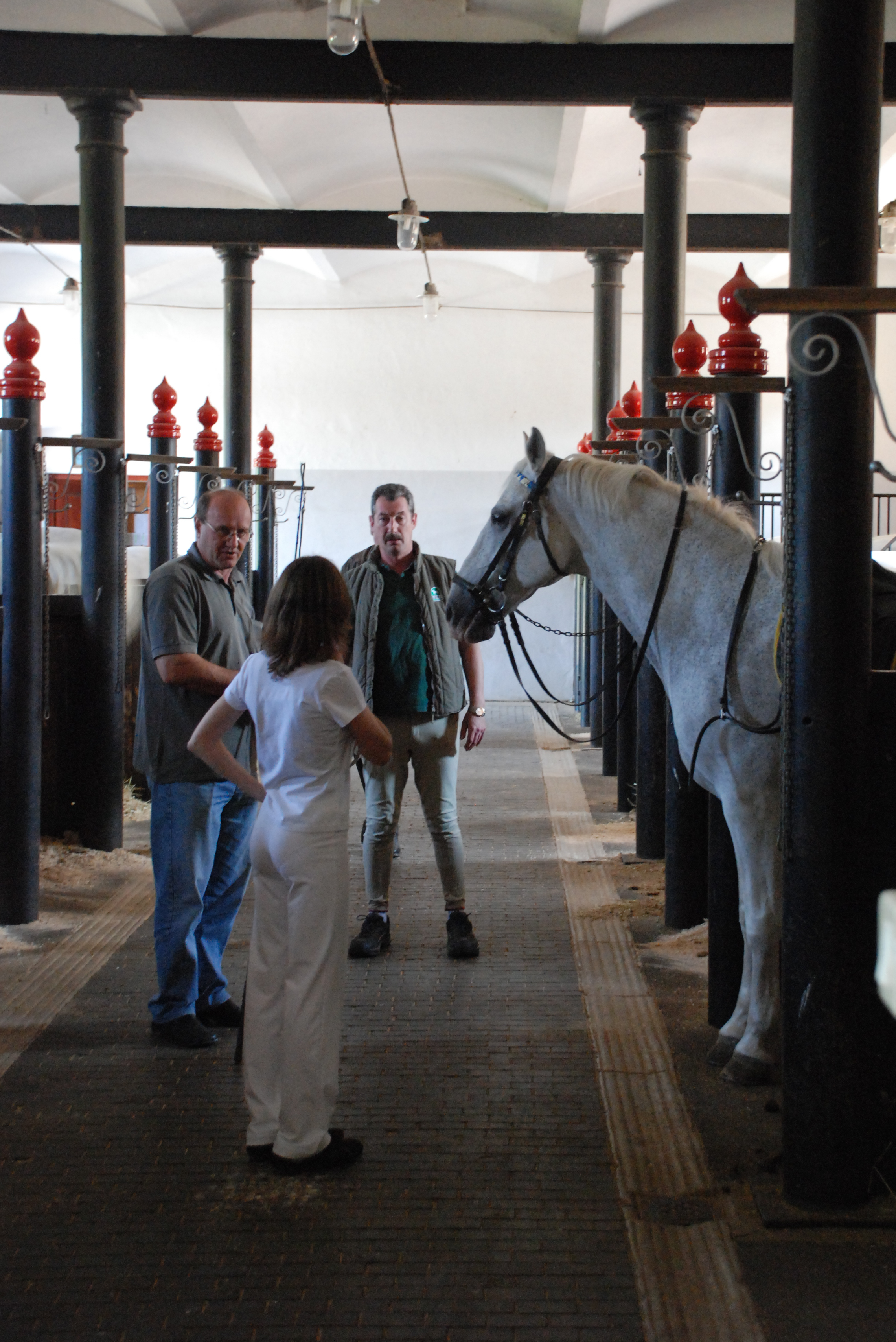
Tourisme équestre dans les écuries du haras de Lipica.

La Slovénie est particulièrement reconnue pour l'élevage du Lipizzan (lipicanec ; lipicanski konj), qui constitue la race chevaline élevée historiquement depuis le plus longtemps sur le territoire slovène, au haras de Lipica, à partir du cheval du Karst. La Fédération internationale du Lipizzan (LIF) a été créée en 1986 à Lipica. En 1996, la Slovénie a demandé la responsabilité du développement et de la protection du Lipizzan ; depuis, toutes les associations d'élevage doivent demander l'autorisation à la République de Slovénie pour avoir le droit d'utiliser le nom « Lipizzan ». Le pays obtient la protection du nom de la race, avec une indication géographique protégée, en 1999. Cependant, il n'a pas le monopole de la gestion du stud-book. Les étalons Lipizzans présents à Lipica appartiennent aux six lignées traditionnelles de la race, les juments représentant 16 familles. 1 253 Lipizzans sont répertoriés en Slovénie en 2021. La consanguinité du cheptel est surveillée.

#### Selle slovène
Le Selle slovène ou sang-chaud slovène (slovenski toplokrvni konj) est le cheval de sport national, sélectionné à partir de 1978 à l'élevage du château de Krumperk, à partir d'une importation de chevaux Hanovriens, pour répondre à la volonté des Slovènes d'avoir leur propre stud-book de chevaux de sport. L'association de race est formée en 1993, avec une base de 225 membres et 600 chevaux. 750 chevaux de cette race sont recensés en 2021.

#### Cheval de montagne des Balkans / Bosnien
Le Bosnien, ou « cheval de montagne des Balkans », constituant la plus ancienne race de chevaux des Balkans, est considéré comme une race autochtone en Slovénie. Il est notamment présent à Planido. Le cheptel recensé compte 306 têtes en 2021, ce qui met cette race localement en danger d'extinction.

#### Chevaux de trait
En 2005, l'élevage du cheval de trait représente 80 % du cheptel chevalin total de la Slovénie, en y incluant le Haflinger. Certaines races de chevaux de trait slovènes sont éteintes.
Le Trait slovène ou Sang-froid slovène (Slovenski hladnokrvni konj), en danger d'extinction, est la race de chevaux de trait la plus communément trouvée, avec un stud-book existant depuis 1962 et 3 050 sujets répertoriés en 2021. Il est élevé pour sa viande et pour les travaux agricoles,.
Le Posavina, race de chevaux de trait transfrontière, est issu du Trait belge et élevé en Croatie ainsi qu'en Slovénie, dans les plaines inondables de la rivière Save. Les efforts de préservation remontent aux années 1990 et ont prouvé leur efficacité, dans la mesure où le cheptel a constamment augmenté entre 2006 et 2017. 1 980 sujets de cette race sont recensés en 2021. L'association de la race a été créée en 2005. La population slovène de Posavina est très proche de la population croate, avec une taille moyenne de 1,419 cm, et une robe baie, bai foncé, alezane, grise ou noire. En 2005, la plupart des étalons reproducteurs Trait slovène sont la propriété de l'État.
Le très rare Međimurje (medzimurski konj) est éteint en Slovénie,, de même que le Bohinj, le Kobarid et l'Alpin.

### Trotteurs
La Slovénie élève des chevaux trotteurs depuis 1884, avec une sélection à Ljutomer. Il existe un Trotteur slovène national (kasaški konj), considéré comme une race traditionnelle, dont 425 représentants sont recensés en 2021. Le Trotteur de Ljutomer (Ljutomerski kasac), autre race traditionnelle, est un type de trotteur en danger critique d'extinction, issu de croisements entre l'Anglo-arabe et le Trotteur américain, désormais élevé dans tout le pays, mais originaire de Ljutomer, dans la région de la Mur.

### Haflinger

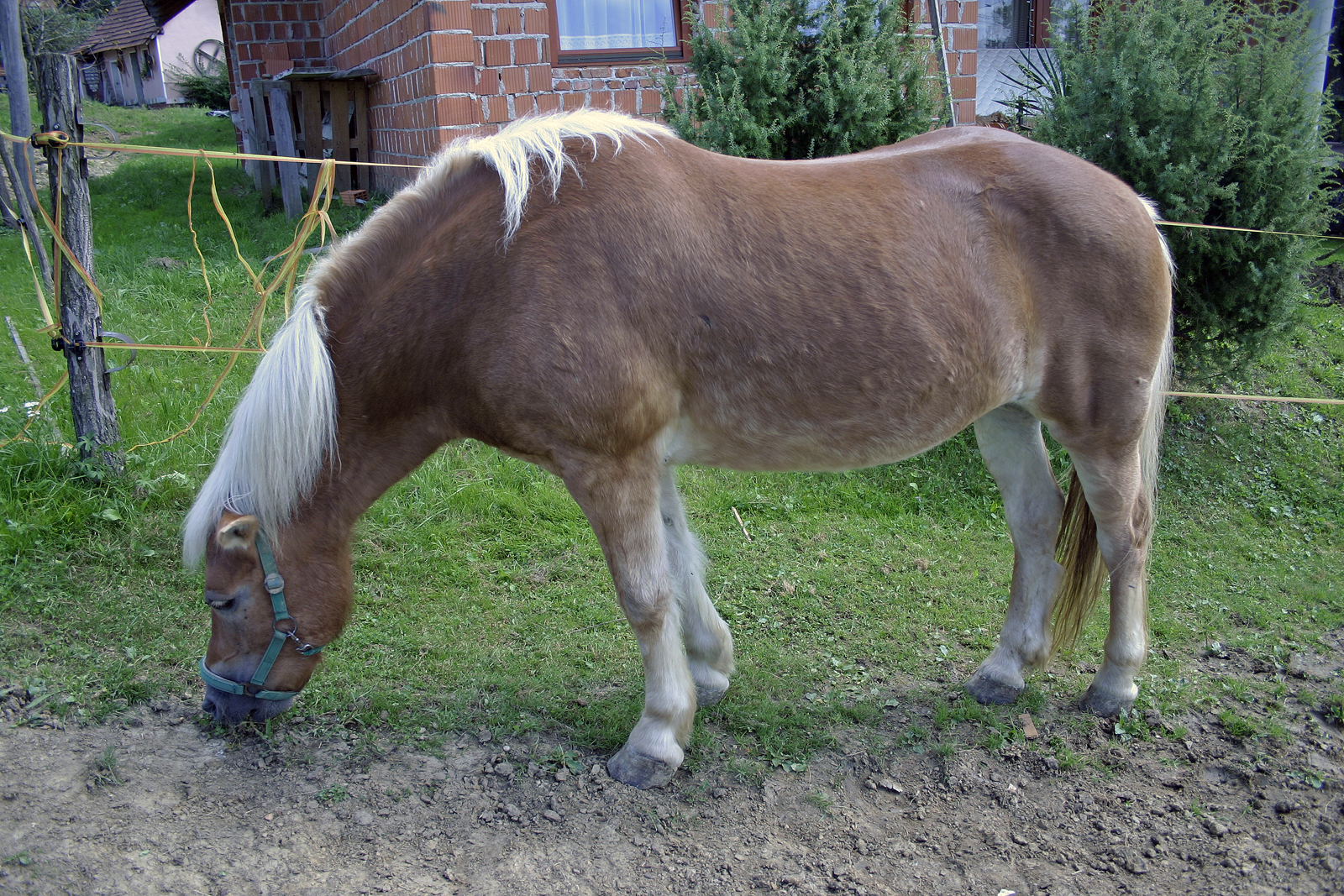
Un Haflinger à Prosečka Vas.

Le Haflinger (haflinški konj), considéré comme une race traditionnelle est élevé depuis les années 1950 pour l'attelage et le bât dans les montagnes ; il sert aussi de monture pour les enfants et les jeunes. Dans les années 1970, le gouvernement slovène (en) importe 181 juments et 29 étalons de cette race pour répondre aux besoins de l'agriculture et du tourisme. En 2004, environ 1 000 Haflingers sont élevés en Slovénie, pour 550 en 2021, après une décroissance du cheptel sur plusieurs années. L'association responsable du Haflinger gère aussi les races de chevaux de trait. La quasi-totalité des étalons Haflinger sont la propriété de l'État, répartis dans des élevages publics sur tout le territoire. L'élevage slovène de Haflinger vise spécifiquement le marché du tourisme.

### Autres races
Enfin, la Slovénie élève le Pur-sang (angleški polnokrvni konj), l'Arabe (arabski (polnokrvni) konj), le Hanovrien (Hannoverian), l'Islandais (islandski konj ) et le Noriker (Noric).
Le cheptel de chevaux arabes qui ne sont pas de pure race est de 70 en 2021, avec une tendance stable, pour 325 Pur-sang arabes la même année. La Slovénie compte environ 400 Islandais et 200 Pur-sangs anglais en 2021. Les effectifs du Hanovrien et du Noriker sont inconnus.

### Tissu associatif et soutien étatique à l'élevage
En 2004, onze associations d'éleveurs sont actives. La plus ancienne est l'association des éleveurs de chevaux de trait et de Haflinger. Viennent ensuite l'association des éleveurs du Lipizzan, celle des éleveurs du Posavina, l'association slovène d'éleveurs de chevaux de sport, l'association d'élevage du cheval arabe, celle du Pur-sang, de l'Islandais, du Quarter Horse, enfin l'Union des éleveurs de trotteurs de Slovénie.
La gestion des stud-books et la sélection des chevaux sont assurés par le service national d'élevage, rattaché à la faculté vétérinaire, avec le soutien financier du ministère de l'Agriculture slovène (sl). Un soutien technique, notamment pour tester les chevaux, est proposé au haras de Lipica, au centre national d'élevage de chevaux de Krumperk, et au centre de Prestranek (en).

### Maladies et parasitage
D'après des analyses effectuées en 2005, le cheptel de chevaux arabes slovènes est indemne de la mutation responsable de l'immunodéficience sévère combinée.
Les chevaux licenciés mis à la reproduction font l'objet de dépistages vétérinaires de l'anémie infectieuse équine et de l'artérite virale équine, et les juments également de la métrite. Les infections par le Staphylococcus aureus résistant à la méticilline ne constituent pas un sujet de préoccupation vétérinaire, ces infections étant très rares.

## Culture
Le cheval est présent dans la mythologie (sl) et les traditions populaires slovènes, dans la littérature slovène, sur des pièces de monnaie et sur des timbres.
Il existe une rivalité entre l'Autriche et la Slovénie, pour ce qui est de revendiquer le Lipizzan en symbole national.

### Cheval dans la mythologie et le christianisme slovène

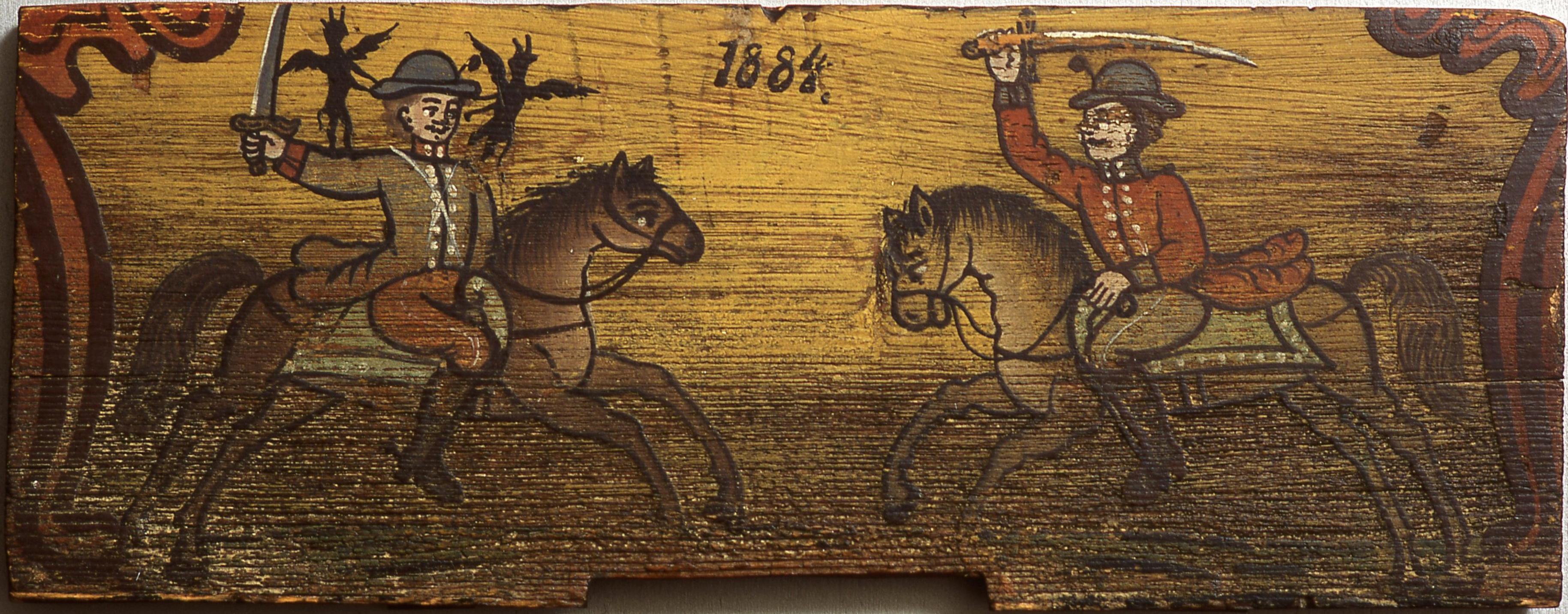
Panneau décoratif en bois représentant le combat entre le démon Pegam et le héros slovène Lambergar, au musée de l'apiculture de Radovljica.

Selon la mythologue et folkloriste Monika Kropej (sl), l'héritage mythopoétique slovène, qui accorde une large place au cheval dans ses chansons et ses rituels, laisse entrevoir un ancien rôle cosmogonique accordé à cet animal au moment du solstice, probablement en relation avec Péroun, dieu du tonnerre (de) et régent des forces cosmiques. Kropej souligne que les solstices d'hiver et d'été, le début du printemps et de l'automne, sont tous marqués par l'image du cheval dans le patrimoine slovène.
La tradition slovène des demi-chevaux a des racines similaires aux légendes concernant les centaures ; elles sont principalement conservées en Styrie, en Haute-Carniole et en Frioul-Vénétie Julienne.
Le plus ancien masque de carnaval conservé en Slovénie est celui de la jument Rusa. À Slavnica et dans ses environs, Rusa était promenée dans le village pendant les chants populaires.
La Saint-Jean est annoncée par Kresnik, qui est né avec des sabots de cheval et revêt souvent l'image de cet animal.

#### Beli konj
La légende de Beli konj (« le cheval blanc ») évoque des trésors cachés dans la vallée entre Triglav et Vršac. Selon cette légende, un vieux chasseur et un berger escaladent une montagne pour y chercher un trésor, quand le tonnerre retentit : un cheval blanc se tient à l'endroit où ils voulaient creuser. Un épais brouillard les enveloppe et partout où ils regardent, ils voient ce cheval devant eux. Le brouillard se lève, et grâce au cheval, ils s'en sortent vivants. Pour trouver le trésor, il faut tuer le cheval blanc avec la première balle, lorsque le premier rayon de lumière frappe sa crinière. L'or de ce trésor sera abondant, et du sang du cheval tué pousseront des fleurs. Le bétail qui les mangera sera gras et en bonne santé, et celui qui cueillera une telle fleur sera heureux pour le restant de sa vie.
La source de cette légende semble être Zlatorog, qui revêt l'apparence du cheval blanc, du cerf d'or, et d'autres. Il est mortellement blessé par un être humain, mais une fleur de vie miraculeuse jaillit de son sang, le ranime et lui rend sa force vitale.

#### Culte de saint Georges et de Jarnik en Slovénie
Le carnaval, au cours duquel on voit souvent des masques de chevaux, annonce l'arrivée du printemps ; de plus saint Georges monté sur une jument blanche vainc un dragon et chasse ainsi l'hiver du pays. Selon les légendes mythiques slovènes, saint Georges a un frère, le chasseur mythique Jarnik, également appelé Bartolomej (Barthélemy) ou même Jurij s pušo (Georges au fusil) par les Slaves. Avec l'arrivée de l'automne, Jarnik abat un cheval blanc, une chèvre ou un chamois symbole du soleil, appelé à renaître à Noël sous la forme du jeune soleil ou du poulain. Jarnik mène aussi la chasse sauvage, et donc des chevaux qui se cachent dans les cieux.
Le culte de saint Georges en Slovénie a vraisemblablement remplacé celui d'une divinité païenne, peut-être Vesnik ou Jaril. Dans ses fonctions de tueur de dragon, saint Georges a remplacé Gromovnik (faiseur de tonnerre), dieu du tonnerre de la mythologie slave. Saint Georges est présent dans les chants populaires slovènes et dans un conte merveilleux, qui citent tous le cheval.

#### Culte de saint Étienne

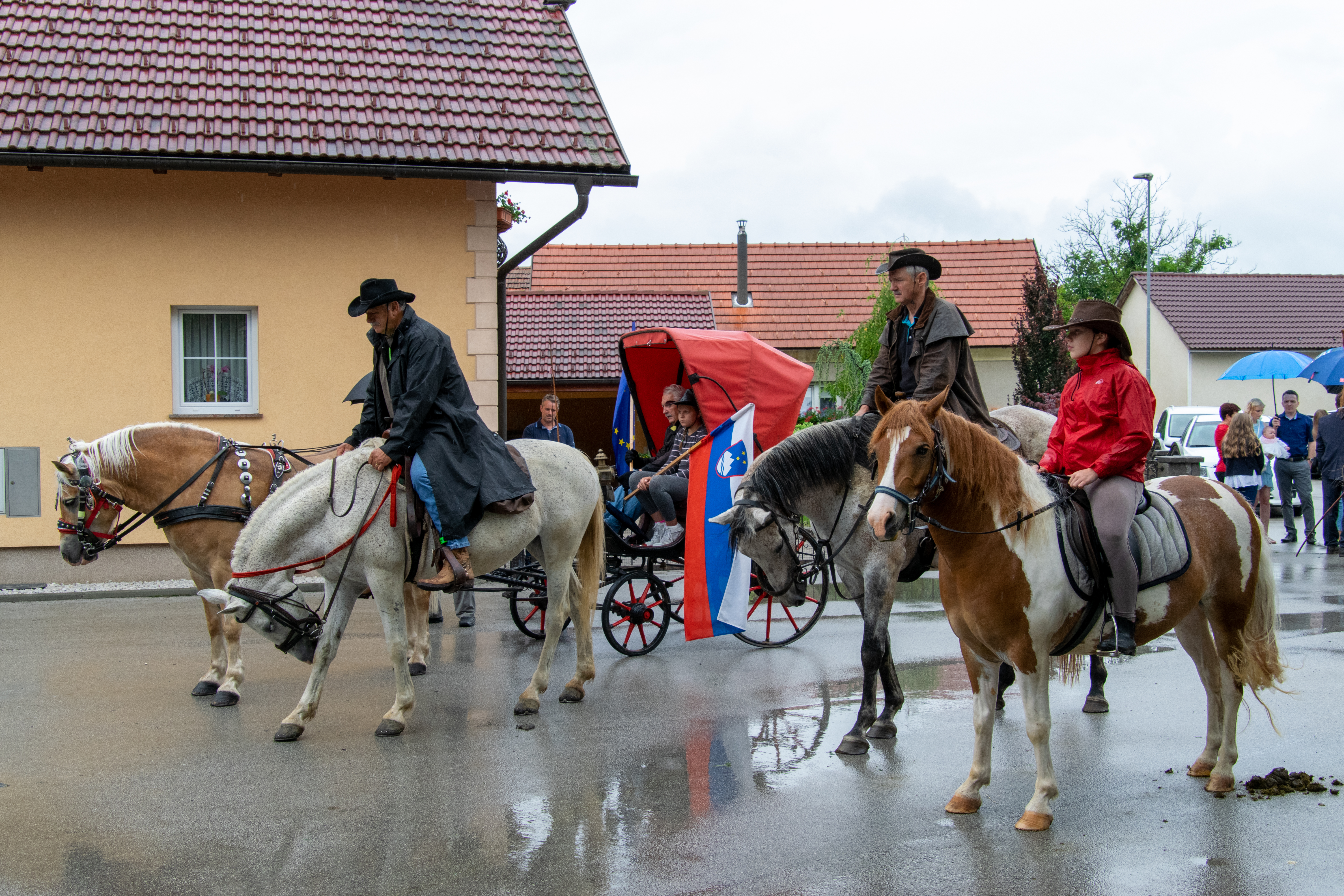
Bénédiction de chevaux en Slovénie, dont un de race Haflinger (au fond).

Trois types de chansons slovènes concernant saint Étienne lient son martyre au sacrifice d'un cheval.
En Slovénie, Noël est annoncé par saint Étienne, qui tient localement le rôle de protecteur des chevaux. Les légendes slovènes veulent aussi que le roi Hérode ordonne que saint Étienne soit capturé et attaché à un hêtre au milieu d'une forêt verte, où un cheval blanc et sauvage doit le déchiqueter. Mais lorsque ce cheval aperçoit saint Étienne, il se calme et le suit jusqu'à un château. Finalement, le roi ordonne qu'il soit lapidé. Les chevaux tirent aussi un cercueil contenant le Saint défunt, comme cela est représenté à Utik (en), près de Ljubljana.
Le jour de la fête de la Saint-Étienne, les éleveurs de chevaux entament des pèlerinages liés à leurs animaux. Les chevaux sont bénis dans de nombreux lieux saints en Slovénie, et les gens apportent des offrandes telles que des statuettes de chevaux ou de l'argent, aux églises. Cette coutume s'est perpétuée à Štepanja Vas (en), près de Ljubljana, et avait lieu autrefois dans de nombreux lieux en Slovénie, les croyants sacrifiant de petits chevaux en cire blanche. Un rôle sacrificiel est attribué au cheval à cette date.

#### Le cheval de Noël
Pendant la fête de Saint-Nicolas à l'Avent, telle que décrite notamment par Jože Vršnik, le Saint monte dans les maisons sur un cheval blanc. Le cheval de Noël est ensuite libéré, et naît. Les chants de Noël de la Carniole-Blanche parlent d'un étalon noir sur lequel est assis un garçon portant un bonnet ou une ceinture d'argent. Toujours selon Monika Kropej, « les vestiges les plus évidents » de la croyance au cheval de Noël se trouvent dans la tradition du poulain de Noël à Šavrin et à Gažon (en), qui vient le soir pour manger du foin sous la table. À Brkini (sl), un panier plein de foin est préparé pour le poulain de Noël, la veille.

### Cheval dans la littérature slovène

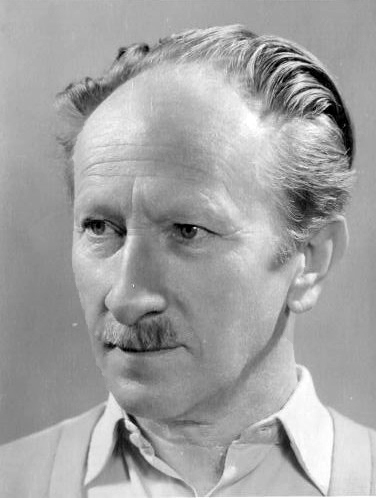
Le poète slovène Edvard Kocbek, auteur de Lipicanci en 1969.

Le Lipizzan est le sujet principal du poème de l'écrivain slovène Edvard Kocbek intitulé Lipicanci (1969). D'après la professeure de littérature Marjetka Golež Kaučič, ce poème s'inscrit dans le contexte d'une description symbolique du cheval en tant que symbole national, et ne contient pas de discours critique. Dans son introduction à ce poème, Boris A. Novak le décrit comme l'une des œuvres les plus typiques de Kocbek, ainsi qu'une « ode exaltée » qui s'approfondit pour « atteindre des dimensions mythologiques » et « faire du Lipizzan un animal sacré ».
Le poète et dramaturge Boris A. Novak compose une pièce de théâtre satirique intitulée Lipicanci gredo v Strasbourg (« Les lipizzans vont à Strasbourg ») en 2008. Dans cette pièce, les Lipizzans se rendent à la Cour européenne des droits de l'homme et y demandent justice parce que leur habitat se réduit, qu'ils souffrent du tourisme commercial, sont maltraités et deviennent un simple moyen de générer du profit. Dans cette pièce, les chevaux sont pris au sérieux par le tribunal, et portent plainte contre la Slovénie ainsi que tous les autres pays auxquels Lipica a appartenu depuis 1580. D'après l'analyse de Kaučič, Novak « inscrit dans sa pièce une critique sévère de la politique slovène à l'égard des Lipizzans », notamment la commercialisation complète du site de Lipica et l'exploitation des chevaux pour le tourisme et le profit. Elle en conclut que « les chevaux en tant que créatures vivantes n'existent pas dans le monde capitaliste néolibéral ». Kaučič rapproche cette pièce de l'écocritique, en ce qu'elle porte la voix des Lipizzans eux-mêmes, en tant qu'entités libres et dignes d'un traitement décent. Le poète slovène Miklavž Komelj publie en 2006 la série de poèmes Hippidrom, qui porte elle aussi un message antispéciste et écocritique.

### Pièces de monnaie et timbres slovènes

Deux lipizzans sur une pièce slovène de 20 centimes d'euro émise en 2007.

Le Lipizzan est aussi représenté sur la face des pièces slovènes de 20 centimes d'euro ; l'un des objectifs de cette représentation serait d'affaiblir le lien historiquement fait entre l'Autriche et le Lipizzan, afin de le présenter comme une race de chevaux nationale slovène. Le journaliste néerlandais Frank Westerman décrit dans son ouvrage la réaction outrée de touristes autrichiens lorsqu'ils découvrent cette représentation du Lipizzan sur les pièces de monnaie slovènes,.
La pièce de 10 tolars, monnaie nationale qui a précédé l'euro, représente aussi un cheval, avec la mention EQUUS.
La Slovénie a émis un timbre postal en l'honneur du Lipizzan et de Lipica en 1993.